# 吴起县
36°55′38″N 108°10′33″E / 36.927216°N 108.175933°E
吴起县是中国陕西省延安市所辖的一个县。总面积为3791.5平方公里，常住人口約15万人。县人民政府駐吳起街道。

## 歷史
相傳戰國名將吳起曾在此駐兵戍邊。
据县志记载，元太祖时期1206年，在当地设立百户，百户下设旗，改“起”为“旗”。清朝《庆阳县志》、《靖边县志》、《保安县志》均有“吴旗营”记载。清嘉庆廿四年（1819年），靖边县在西南县境内设立“吴旗镇”。咸丰五年（1855年）毁于大洪水。1934年地方民团头子张廷芝统治时，“吴旗镇”是仅有11户人家的一个破败自然村。
1934年2月25日，刘志丹等创立了陕甘边区苏维埃政府，下设华池县与赤安县（赤色的保安县之意），白豹川、脚札川、小涧川、卜罗川开辟为赤安县的苏区。1935年10月19日下午四时，中央红军到达吴旗镇，看到了赤安县六区一乡地苏维埃政府的牌子，乡党支部书记刘景瑞、乡苏维埃主席刘景权召开赤卫军干部会议，通知动员六区群众欢迎中央红军。至此结束了中央红军二万五千里长征。1935年10月21日，毛泽东亲自指挥了吴旗镇“切尾巴战斗”，击破了尾随中央红军自陇东的东北军何柱国骑兵军白凤翔的骑兵第6师3个骑兵团，副师长张诚德率领的骑兵第3师两个骑兵团，宁夏军阀马鸿宾第35师的马培清骑兵团，毙伤400余人，俘虏1000余人，缴获战马1600余匹，中央红军牺牲200余人。1936年6月至1937年10月设立新赤安县政府。1936年为了救援红四方面军，在“吴旗镇”及附近设立“援西军”兵工厂、被服厂、毛加工厂、部队医院。在1937年11月，召开华池县人民代表会议，选举产生了华池县民主政府，辖白马、柔远、温台、悦乐、元城、水泛、吴旗七个区、44个乡、5000多户、总计人口3万余人。
1942年7月，陕甘宁边区政府决定成立吳旗县，把华池县的水泛（台）、吴旗二个区、定边县罗涧区与乱石头区、靖边县凤凰（寺）区、志丹县金汤区划入，辖六个区33个乡113个行政村472个自然村3970户30453人，驻吴旗镇，隶属于三边分区。1949年9月30日为支援大西北解放，抽调干部接管新解放区，陕甘宁边区政府撤销了吴旗县，其所辖一（吴旗）、六（水泛）区划归华池县，二区划归志丹县、三区划归靖边县、四、五区划归定边县。1950年12月陕西省人民政府决定恢复吴旗县，隶属于延安地区。
2005年10月19日當紅軍勝利會師七十周年之際，更名为吳起縣。
现有「毛主席长征胜利纪念馆」、毛泽东旧居、革命烈士纪念塔、“切尾巴”战役遗址等，是进行革命传统教育的基地。

## 人口
2020年末，延安市第七次全国人口普查公报显示：吴起县常住人口为146167人，男性占比52.71%，女性占比47.29%，年龄结构中0-14岁占比23.59%，15-59岁占比61.19%，60岁以上占比15.22%，65岁以上占比10.37%。

## 行政区划
吴起县下辖1个街道办事处、8个镇：
吴起街道、铁边城镇、周湾镇、白豹镇、长官庙镇、长城镇、庙沟镇、五谷城镇和吴仓堡镇。

## 交通
- 341国道过境。